# Doricentrum
× Doricentrum, (abreviado Dctm) en el comercio, es un híbrido intergenérico entre los géneros de orquídeas Ascocentrum × Doritis. Fue publicado en Orchid Rev. 77, n.o.h.: 2 (1969).